# Paolo Emilio Sfondrati
Paolo Emilio Sfondrati (ur. 21 marca 1560 w Mediolanie – zm. 14 lutego 1618 w Tivoli) – włoski kardynał, bratanek papieża Grzegorza XIV.

## Życiorys
Pochodził z Mediolanu. W młodości przyjaźnił się ze św. Filipem Nereuszem i został opatem Civate. Kiedy w 1590 roku jego wuj został papieżem, wezwał go do Rzymu i mianował kardynałem prezbiterem Santa Cecilia. Za jego pontyfikatu pełnił funkcje superintendenta generalnego i sekretarza stanu Stolicy Apostolskiej (1590-1591), gubernatora Fermo i Spoleto (1591) oraz legata w Bolonii i Romanii (1591–1592). Prefekt Trybunału Apostolskiej Sygnatury Łaski od 1591. Kamerling Św. Kolegium Kardynałów od stycznia 1607 do stycznia 1608. We wrześniu 1607 został wybrany biskupem Cremony. Utworzył tam kongregację wzorowaną na mediolańskich Oblati św. Karola Boromeusza. Nie rezydował na stałe w swojej diecezji i zrezygnował z niej w lipcu 1610. 17 sierpnia 1611 uzyskał promocję do rangi kardynała-biskupa Albano, mimo to nadal był nazywany "Kardynałem Santa Cecilia". Zmarł w Tivoli, a jego szczątki spoczęły w kościele Santa Maria in Trastevere w Rzymie.